# Seznam týmů a jezdců na Tour de France 2009
Na startovní listině Tour de France 2009  bylo celkem 180 cyklistů z 20 cyklistických stájí. 96. ročníku Tour de France se účastníl jeden český cyklista – Roman Kreuziger (9. místo), startující za italskou stáj  Liquigas.  
| Cervélo TestTeam CTT | Cervélo TestTeam CTT             | Cervélo TestTeam CTT | Cervélo TestTeam CTT |
| -------------------- | -------------------------------- | -------------------- | -------------------- |
| Číslo                | Jezdec                           | Věk                  | Pozice               |
| 1                    | Carlos Sastre (ESP)              | 34                   | 17                   |
| 2                    | Íñigo Cuesta (ESP)               | 40                   | 87                   |
| 3                    | José Ángel Gómez Marchante (ESP) | 29                   | DNF                  |
| 4                    | Volodymir Gustov (UKR)           | 32                   | 45                   |
| 5                    | Heinrich Haussler (GER)          | 25                   | 97                   |
| 6                    | Thor Hushovd (NOR)               | 31                   | 106                  |
| 7                    | Andreas Klier (GER)              | 33                   | 155                  |
| 8                    | Brett Lancaster (AUS)            | 29                   | 127                  |
| 9                    | Hayden Roulston (NZL)            | 28                   | 79                   |

| Silence–Lotto SIL | Silence–Lotto SIL           | Silence–Lotto SIL | Silence–Lotto SIL |
| ----------------- | --------------------------- | ----------------- | ----------------- |
| Číslo             | Jezdec                      | Věk               | Pozice            |
| 11                | Cadel Evans (AUS)           | 32                | 30                |
| 12                | Mickaël Delage (FRA)        | 23                | 101               |
| 13                | Sebastian Lang (GER)        | 29                | 76                |
| 14                | Matthew Lloyd (AUS)         | 26                | 46                |
| 15                | Staf Scheirlinckx (BEL)     | 30                | 123               |
| 16                | Greg Van Avermaet (BEL)     | 24                | 89                |
| 17                | Jurgen Van den Broeck (BEL) | 26                | 15                |
| 18                | Johan Van Summeren (BEL)    | 28                | 93                |
| 19                | Charly Wegelius (GBR)       | 31                | 59                |

| Astana AST | Astana AST             | Astana AST | Astana AST |
| ---------- | ---------------------- | ---------- | ---------- |
| Číslo      | Jezdec                 | Věk        | Pozice     |
| 21         | Alberto Contador (ESP) | 26         | 1          |
| 22         | Lance Armstrong (USA)  | 37         | 3          |
| 23         | Andreas Klöden (GER)   | 34         | 6          |
| 24         | Levi Leipheimer (USA)  | 35         | DNS        |
| 25         | Dmitrij Muravjov (KAZ) | 30         | 148        |
| 26         | Sérgio Paulinho (POR)  | 29         | 35         |
| 27         | Jaroslav Popovyč (UKR) | 29         | 41         |
| 28         | Grégory Rast (SUI)     | 29         | 138        |
| 29         | Haimar Zubeldia (ESP)  | 32         | 27         |

| Team Saxo Bank SAX | Team Saxo Bank SAX         | Team Saxo Bank SAX | Team Saxo Bank SAX |
| ------------------ | -------------------------- | ------------------ | ------------------ |
| Číslo              | Jezdec                     | Věk                | Pozice             |
| 31                 | Andy Schleck (LUX)         | 24                 | 2                  |
| 32                 | Kurt Asle Arvesen (NOR)    | 34                 | DNS                |
| 33                 | Fabian Cancellara (SUI)    | 28                 | 91                 |
| 34                 | Gustav Larsson (SWE)       | 28                 | 50                 |
| 35                 | Stuart O'Grady (AUS)       | 35                 | 124                |
| 36                 | Fränk Schleck (LUX)        | 29                 | 5                  |
| 37                 | Chris Anker Sørensen (DEN) | 24                 | 34                 |
| 38                 | Nicki Sørensen (DEN)       | 34                 | 31                 |
| 39                 | Jens Voigt (GER)           | 37                 | DNF                |

| Rabobank RAB | Rabobank RAB              | Rabobank RAB | Rabobank RAB |
| ------------ | ------------------------- | ------------ | ------------ |
| Číslo        | Jezdec                    | Věk          | Pozice       |
| 41           | Děnis Meňšov (RUS)        | 31           | 51           |
| 42           | Stef Clement (NED)        | 26           | 118          |
| 43           | Juan Antonio Flecha (ESP) | 31           | 102          |
| 44           | Óscar Freire (ESP)        | 33           | 99           |
| 45           | Juan Manuel Gárate (ESP)  | 33           | 62           |
| 46           | Robert Gesink (NED)       | 23           | DNS          |
| 47           | Grischa Niermann (GER)    | 33           | 54           |
| 48           | Joost Posthuma (NED)      | 28           | 73           |
| 49           | Laurens ten Dam (NED)     | 28           | 60           |

| Garmin–Slipstream GRM | Garmin–Slipstream GRM       | Garmin–Slipstream GRM | Garmin–Slipstream GRM |
| --------------------- | --------------------------- | --------------------- | --------------------- |
| Číslo                 | Jezdec                      | Věk                   | Pozice                |
| 51                    | Christian Vande Velde (USA) | 33                    | 8                     |
| 52                    | Julian Dean (NZL)           | 34                    | 121                   |
| 53                    | Tyler Farrar (USA)          | 25                    | 151                   |
| 54                    | Ryder Hesjedal (CAN)        | 28                    | 49                    |
| 55                    | Martijn Maaskant (NED)      | 25                    | 98                    |
| 56                    | David Millar (GBR)          | 32                    | 85                    |
| 57                    | Danny Pate (USA)            | 30                    | 141                   |
| 58                    | Bradley Wiggins (GBR)       | 29                    | 4                     |
| 59                    | David Zabriskie (USA)       | 30                    | 77                    |

| Euskaltel–Euskadi EUS | Euskaltel–Euskadi EUS | Euskaltel–Euskadi EUS | Euskaltel–Euskadi EUS |
| --------------------- | --------------------- | --------------------- | --------------------- |
| Číslo                 | Jezdec                | Věk                   | Pozice                |
| 61                    | Mikel Astarloza (ESP) | 29                    | 11                    |
| 62                    | Igor Antón (ESP)      | 26                    | 66                    |
| 63                    | Koldo Fernández (ESP) | 27                    | HD                    |
| 64                    | Egoi Martínez (ESP)   | 31                    | 44                    |
| 65                    | Juan José Oroz (ESP)  | 28                    | 107                   |
| 66                    | Alan Pérez (ESP)      | 26                    | HD                    |
| 67                    | Rubén Pérez (ESP)     | 27                    | 72                    |
| 68                    | Amets Txurruka (ESP)  | 26                    | HD                    |
| 69                    | Gorka Verdugo (ESP)   | 30                    | 61                    |

| Team Columbia–HTC THR | Team Columbia–HTC THR | Team Columbia–HTC THR | Team Columbia–HTC THR |
| --------------------- | --------------------- | --------------------- | --------------------- |
| Číslo                 | Jezdec                | Věk                   | Pozice                |
| 71                    | Mark Cavendish (GBR)  | 24                    | 131                   |
| 72                    | Bernhard Eisel (AUT)  | 28                    | 150                   |
| 73                    | Bert Grabsch (GER)    | 34                    | 134                   |
| 74                    | George Hincapie (USA) | 36                    | 19                    |
| 75                    | Kim Kirchen (LUX)     | 31                    | 57                    |
| 76                    | Tony Martin (GER)     | 24                    | 36                    |
| 77                    | Maxime Monfort (BEL)  | 26                    | 28                    |
| 78                    | Mark Renshaw (AUS)    | 26                    | 149                   |
| 79                    | Michael Rogers (AUS)  | 29                    | 103                   |

| Ag2r–La Mondiale ALM | Ag2r–La Mondiale ALM    | Ag2r–La Mondiale ALM | Ag2r–La Mondiale ALM |
| -------------------- | ----------------------- | -------------------- | -------------------- |
| Číslo                | Jezdec                  | Věk                  | Pozice               |
| 81                   | Vladimir Efimkin (RUS)  | 27                   | DNF                  |
| 82                   | José Luis Arrieta (ESP) | 38                   | 81                   |
| 83                   | Cyril Dessel (FRA)      | 34                   | DNF                  |
| 84                   | Hubert Dupont (FRA)     | 28                   | 33                   |
| 85                   | Stéphane Goubert (FRA)  | 39                   | 16                   |
| 86                   | Lloyd Mondory (FRA)     | 27                   | 133                  |
| 87                   | Rinaldo Nocentini (ITA) | 31                   | 14                   |
| 88                   | Christophe Riblon (FRA) | 28                   | 82                   |
| 89                   | Nicolas Roche (IRL)     | 25                   | 23                   |

| Liquigas LIQ | Liquigas LIQ               | Liquigas LIQ | Liquigas LIQ |
| ------------ | -------------------------- | ------------ | ------------ |
| Číslo        | Jezdec                     | Věk          | Pozice       |
| 91           | Franco Pellizotti (ITA)    | 31           | 37           |
| 92           | Daniele Bennati (ITA)      | 28           | 135          |
| 93           | Roman Kreuziger (CZE)      | 23           | 9            |
| 94           | Aleksandr Kuschynski (BLR) | 29           | 92           |
| 95           | Vincenzo Nibali (ITA)      | 24           | 7            |
| 96           | Fabio Sabatini (ITA)       | 24           | 147          |
| 97           | Brian Vandborg (DEN)       | 27           | 116          |
| 98           | Alessandro Vanotti (ITA)   | 28           | 120          |
| 99           | Frederik Willems (BEL)     | 29           | 86           |

| Française des Jeux FDJ | Française des Jeux FDJ    | Française des Jeux FDJ | Française des Jeux FDJ |
| ---------------------- | ------------------------- | ---------------------- | ---------------------- |
| Číslo                  | Jezdec                    | Věk                    | Pozice                 |
| 101                    | Sandy Casar (FRA)         | 30                     | 12                     |
| 102                    | Jérôme Coppel (FRA)       | 22                     | DNF                    |
| 103                    | Anthony Geslin (FRA)      | 29                     | 119                    |
| 104                    | Yauheni Hutarovich (BLR)  | 25                     | 156                    |
| 105                    | Sébastien Joly (FRA)      | 30                     | DNF                    |
| 106                    | Christophe Le Mével (FRA) | 28                     | 10                     |
| 107                    | Jérémy Roy (FRA)          | 26                     | 48                     |
| 108                    | Benoît Vaugrenard (FRA)   | 27                     | 142                    |
| 109                    | Jussi Veikkanen (FIN)     | 28                     | 108                    |

| Caisse d'Epargne GCE | Caisse d'Epargne GCE     | Caisse d'Epargne GCE | Caisse d'Epargne GCE |
| -------------------- | ------------------------ | -------------------- | -------------------- |
| Číslo                | Jezdec                   | Věk                  | Pozice               |
| 111                  | Óscar Pereiro (ESP)      | 31                   | DNF                  |
| 112                  | David Arroyo (ESP)       | 29                   | 69                   |
| 113                  | Rui Costa (POR)          | 23                   | DNS                  |
| 114                  | Arnaud Coyot (FRA)       | 28                   | 115                  |
| 115                  | Iván Gutiérrez (ESP)     | 30                   | 71                   |
| 116                  | Luis Pasamontes (ESP)    | 29                   | 39                   |
| 117                  | José Joaquín Rojas (ESP) | 24                   | 84                   |
| 118                  | Luis León Sánchez (ESP)  | 25                   | 26                   |
| 119                  | Rigoberto Uran (COL)     | 22                   | 52                   |

| Cofidis COF | Cofidis COF            | Cofidis COF | Cofidis COF |
| ----------- | ---------------------- | ----------- | ----------- |
| Číslo       | Jezdec                 | Věk         | Pozice      |
| 121         | David Moncoutié (FRA)  | 34          | 58          |
| 122         | Stéphane Augé (FRA)    | 34          | 136         |
| 123         | Samuel Dumoulin (FRA)  | 28          | 139         |
| 124         | Leonardo Duque (COL)   | 29          | 94          |
| 125         | Bingen Fernández (ESP) | 36          | 105         |
| 126         | Christophe Kern (FRA)  | 28          | 75          |
| 127         | Sébastien Minard (FRA) | 27          | 38          |
| 128         | Amaël Moinard (FRA)    | 27          | 65          |
| 129         | Rémi Pauriol (FRA)     | 27          | 43          |

| Lampre–NGC LAM | Lampre–NGC LAM           | Lampre–NGC LAM | Lampre–NGC LAM |
| -------------- | ------------------------ | -------------- | -------------- |
| Číslo          | Jezdec                   | Věk            | Pozice         |
| 131            | Alessandro Ballan (ITA)  | 29             | 95             |
| 132            | Marco Bandiera (ITA)     | 25             | 145            |
| 133            | Marzio Bruseghin (ITA)   | 35             | 80             |
| 134            | Angelo Furlan (ITA)      | 32             | DNF            |
| 135            | David Loosli (SUI)       | 29             | 53             |
| 136            | Daniele Righi (ITA)      | 33             | 110            |
| 137            | Mauro Santambrogio (ITA) | 24             | 132            |
| 138            | Marcin Sapa (POL)        | 33             | 146            |
| 139            | Simon Špilak (SLO)       | 23             | 109            |

| Bbox Bouygues Telecom BBO | Bbox Bouygues Telecom BBO | Bbox Bouygues Telecom BBO | Bbox Bouygues Telecom BBO |
| ------------------------- | ------------------------- | ------------------------- | ------------------------- |
| Číslo                     | Jezdec                    | Věk                       | Pozice                    |
| 141                       | Thomas Voeckler (FRA)     | 30                        | 67                        |
| 142                       | Yukiya Arashiro (JPN)     | 24                        | 129                       |
| 143                       | William Bonnet (FRA)      | 27                        | 128                       |
| 144                       | Pierrick Fédrigo (FRA)    | 30                        | 56                        |
| 145                       | Saïd Haddou (FRA)         | 26                        | 143                       |
| 146                       | Laurent Lefèvre (FRA)     | 33                        | 42                        |
| 147                       | Alexandre Pichot (FRA)    | 26                        | 117                       |
| 148                       | Pierre Rolland (FRA)      | 22                        | 22                        |
| 149                       | Yuri Trofimov (RUS)       | 25                        | 47                        |

| Quick-Step QST | Quick-Step QST            | Quick-Step QST | Quick-Step QST |
| -------------- | ------------------------- | -------------- | -------------- |
| Číslo          | Jezdec                    | Věk            | Pozice         |
| 151            | Sylvain Chavanel (FRA)    | 30             | 20             |
| 152            | Carlos Barredo (ESP)      | 28             | 63             |
| 153            | Tom Boonen (BEL)          | 28             | DNS            |
| 154            | Steven de Jongh (NED)     | 35             | 153            |
| 155            | Stijn Devolder (BEL)      | 29             | 83             |
| 156            | Jérôme Pineau (FRA)       | 29             | 88             |
| 157            | Sébastien Rosseler (BEL)  | 27             | 104            |
| 158            | Matteo Tosatto (ITA)      | 35             | 114            |
| 159            | Jurgen Van de Walle (BEL) | 32             | DNS            |

| Team Katusha KAT | Team Katusha KAT        | Team Katusha KAT | Team Katusha KAT |
| ---------------- | ----------------------- | ---------------- | ---------------- |
| Číslo            | Jezdec                  | Věk              | Pozice           |
| 161              | Vladimir Karpec (RUS)   | 28               | 13               |
| 162              | Alexandr Bočarov (RUS)  | 34               | 18               |
| 163              | Joan Horrach (ESP)      | 35               | 74               |
| 164              | Michail Ignaťjev (RUS)  | 24               | 140              |
| 165              | Sergej Ivanov (RUS)     | 34               | 40               |
| 166              | Danilo Napolitano (ITA) | 28               | HD-9             |
| 167              | Filippo Pozzato (ITA)   | 27               | 100              |
| 168              | Nikolaj Trusov (RUS)    | 24               | 122              |
| 169              | Stijn Vandenbergh (BEL) | 25               | 96               |

| Agritubel AGR | Agritubel AGR           | Agritubel AGR | Agritubel AGR |
| ------------- | ----------------------- | ------------- | ------------- |
| Číslo         | Jezdec                  | Věk           | Pozice        |
| 171           | Christophe Moreau (FRA) | 38            | 29            |
| 172           | Maxime Bouet (FRA)      | 22            | 70            |
| 173           | Sylvain Calzati (FRA)   | 30            | 55            |
| 174           | Brice Feillu (FRA)      | 23            | 25            |
| 175           | Romain Feillu (FRA)     | 25            | DNF           |
| 176           | Eduardo Gonzalo (ESP)   | 25            | DNF           |
| 177           | David Lelay (FRA)       | 29            | DNF           |
| 178           | Geoffroy Lequatre (FRA) | 28            | 64            |
| 179           | Nicolas Vogondy (FRA)   | 31            | 68            |

| Team Milram MRM | Team Milram MRM           | Team Milram MRM | Team Milram MRM |
| --------------- | ------------------------- | --------------- | --------------- |
| Číslo           | Jezdec                    | Věk             | Pozice          |
| 181             | Linus Gerdemann (GER)     | 26              | 24              |
| 182             | Gerald Ciolek (GER)       | 22              | 126             |
| 183             | Markus Fothen (GER)       | 27              | 125             |
| 184             | Johannes Fröhlinger (GER) | 24              | 78              |
| 185             | Christian Knees (GER)     | 28              | 21              |
| 186             | Niki Terpstra (NED)       | 25              | 152             |
| 187             | Peter Velits (SVK)        | 24              | 32              |
| 188             | Fabian Wegmann (GER)      | 29              | 137             |
| 189             | Peter Wrolich (AUT)       | 35              | DNS             |

| Skil–Shimano SKS | Skil–Shimano SKS       | Skil–Shimano SKS | Skil–Shimano SKS |
| ---------------- | ---------------------- | ---------------- | ---------------- |
| Číslo            | Jezdec                 | Věk              | Pozice           |
| 191              | Cyril Lemoine (FRA)    | 26               | 144              |
| 192              | Fumiyuki Beppu (JPN)   | 26               | 112              |
| 193              | Koen de Kort (NED)     | 26               | 111              |
| 194              | Simon Geschke (GER)    | 23               | 113              |
| 195              | Jonathan Hivert (FRA)  | 24               | 154              |
| 196              | Thierry Hupond (FRA)   | 24               | 90               |
| 197              | Piet Rooijakkers (NED) | 28               | DNF              |
| 198              | Albert Timmer (NED)    | 24               | 130              |
| 199              | Kenny van Hummel (NED) | 26               | DNF              |